# 十荐
十荐（英語：Top 10 Independent Film Directors）是中国大陆独立电影批评家张献民每隔2到3年举办的个人活动，又称一个人的电影节，2017年開始舉辦第一屆。2020年6月，公布第二屆十薦片單。

## 第一屆“十荐”片单
| 年份   | 屆次  | 電影                     | 導演           | 組別       | 導演國籍  |
| ------ | ----- | ------------------------ | -------------- | ---------- | --------- |
| 2017年 | 第1屆 | 《长江》                 | 徐辛           | 成熟作者组 | 中国      |
| 2017年 | 第1屆 | 《梧桐树》               | 苏青、米娜     | 成熟作者组 | 中国      |
| 2017年 | 第1屆 | 《笨鸟》                 | 黄骥、大冢龙治 | 成熟作者组 | 中国 日本 |
| 2017年 | 第1屆 | 《生活而已3》            | 魏晓波         | 成熟作者组 | 中国      |
| 2017年 | 第1屆 | 《我的太阳》、《浪里云》 | 林加欣         | 成熟作者组 | 中国      |
| 2017年 | 第1屆 | 《表现主义》             | 徐若涛         | 成熟作者组 | 中国      |
| 2017年 | 第1屆 | 《模仿生活》             | 陈轴           | 成熟作者组 | 中国      |
| 2017年 | 第1屆 | 《马小兵的夏天》         | 陈心中         | 成熟作者组 | 中国      |
| 2017年 | 第1屆 | 《地下父》               | 荣光荣         | 成熟作者组 | 中国      |
| 2017年 | 第1屆 | 《东北大哥》             | 韩涛、卓楷罗   | 成熟作者组 | 中国      |
| 2017年 | 第1屆 | 《骨未成灰》             | 欧阳杰         | 新作者组   | 中国      |
| 2017年 | 第1屆 | 《团鱼岩》               | 萧潇           | 新作者组   | 中国      |
| 2017年 | 第1屆 | 《无水之桥》             | 张大卫         | 新作者组   | 中国      |
| 2017年 | 第1屆 | 《江湖佬》               | 陈聪聪         | 新作者组   | 中国      |
| 2017年 | 第1屆 | 《天水落》               | 杨明腾         | 新作者组   | 中国      |
| 2017年 | 第1屆 | 《合群路》               | 罗汉兴         | 新作者组   | 中国      |
| 2017年 | 第1屆 | 《我是上帝》             | 吴坤           | 新作者组   | 中国      |
| 2017年 | 第1屆 | 《漫游》                 | 祝新           | 新作者组   | 中国      |
| 2017年 | 第1屆 | 《在死海里醒来》         | 郑陆心源       | 新作者组   | 中国      |
| 2017年 | 第1屆 | 《艺术民工》             | 王家辉         | 新作者组   | 中国      |

## 第二屆“十荐”片单
| 年份   | 屆次  | 電影                   | 導演         | 導演國籍 |
| ------ | ----- | ---------------------- | ------------ | -------- |
| 2020年 | 第2屆 | 《游神考》             | 黎小锋、贾恺 | 中国     |
| 2020年 | 第2屆 | 《湖边散步》           | 曾汤尼       | 中国     |
| 2020年 | 第2屆 | 《正常》               | 叶星宇       | 中国     |
| 2020年 | 第2屆 | 《太阳眼镜》           | 康凯雯       | 中国     |
| 2020年 | 第2屆 | 《江湖说书》           | 郭艺星       | 中国     |
| 2020年 | 第2屆 | 《岁月如织》           | 韩涛         | 中国     |
| 2020年 | 第2屆 | 《别克》               | 景一         | 中国     |
| 2020年 | 第2屆 | 《世纪新生》           | 陈实         | 中国     |
| 2020年 | 第2屆 | 《美森谷地》           | 王思         | 中国     |
| 2020年 | 第2屆 | 《矿民、马夫、尘肺病》 | 蒋能杰       | 中国     |

## 轶事
第一届“十荐”入选成熟作者的导演陈轴参演了新作者郑陆心源第一部剧情长片《她房间的云》，这部电影在2020年2月摘得鹿特丹电影节最高荣誉金虎奖。祝新导演的《漫游》入选第一屆“新作者十荐”，2018年10月，《漫游》入围釜山國際电影节并获得新浪潮奖提名，次年又入围第69届柏林國際电影节论坛单元。